# Lady Alpine Blue
Lady Alpine Blue – singiel rosyjskiego zespołu muzycznego Mumij Troll napisany przez wokalistę grupy Ilię Łagutienkę i wydany w 2001 roku.
W 2001 roku utwór reprezentował Rosję w 46. Konkursie Piosenki Eurowizji. 12 maja zespół zaprezentował numer jako szósty w kolejności w finale widowiska i zajął z nim ostatecznie 12. miejsce z 37 punktami na koncie.

## Lista utworów
CD single
1. „Lady Alpine Blue” (Eurovision Edit) – 3:00
2. „Lady Alpine Blue” (Original Version) – 4:02
3. „Lady Alpine Blue” (DJ Ram Die & Fly Mix) – 6:26